# Luis Reyes
Luis Ricardo „Hueso” Reyes Moreno (ur. 3 kwietnia 1991 w Monterrey) – meksykański piłkarz występujący na pozycji lewego obrońcy, reprezentant Meksyku, od 2025 roku zawodnik Monterrey.

## Kariera klubowa
Reyes pochodzi z miasta Monterrey, gdzie rozpoczynał treningi piłkarskie w tamtejszych amatorskich drużynach. Bezskutecznie usiłował dostać się do lokalnego klubu CF Monterrey i dopiero jako piętnastolatek – za sprawą udanego występu w jednym ze stołecznych turniejów młodzieżowych – dołączył do akademii juniorskiej zespołu Club Atlas z siedzibą w Guadalajarze. Do pierwszej drużyny został włączony w wieku dwudziestu jeden lat przez szkoleniowca Tomása Boya i pierwszy mecz rozegrał w niej w styczniu 2013 z drugoligowym Irapuato (2:0) w ramach krajowego pucharu. Wobec znikomych szans na grę, już po pół roku udał się na wypożyczenie do trzecioligowej ekipy Unión de Curtidores z miasta León. Tam spędził udany rok – dał się poznać jako bramkostrzelny zawodnik i występując na pozycji środkowego pomocnika został wicekrólem strzelców rozgrywek trzecioligowych.
Latem 2014 Reyes został wypożyczony do innego trzecioligowca – Loros UdeC z siedzibą w Colimie. Tam grał przez pół roku, po czym – również na zasadzie sześciomiesięcznego wypożyczenia – zasilił drugoligową drużynę Altamira FC. Po sześciu średnio udanych miesiącach Altamira została rozwiązana, a on sam powrócił na trzeci szczebel rozgrywek, udając się na wypożyczenie do Tampico Madero FC. Z miejsca został gwiazdą ekipy i czołowym graczem ligi, a jego zespół w wiosennym sezonie Clausura 2016 triumfował w Segunda División i awansował na zaplecze najwyższej klasy rozgrywkowej. Jego świetne występy zaowocowały powrotem do swojego macierzystego Atlasu, za sprawą petycji nowego trenera klubu – José Guadalupe Cruza.
Reyes dopiero w wieku dwudziestu pięciu lat zadebiutował w Liga MX; 16 lipca 2016 w zremisowanym 1:1 spotkaniu z Tolucą, od razu został jednak podstawowym defensorem Atlasu.

## Kariera reprezentacyjna
W seniorskiej reprezentacji Meksyku Reyes zadebiutował za kadencji selekcjonera Juana Carlosa Osorio, 8 lutego 2017 w wygranym 1:0 meczu towarzyskim z Islandią. Cztery miesiące później został powołany na Puchar Konfederacji, gdzie jednak pozostawał głównie rezerwowym drużyny – rozegrał dwa z pięciu spotkań (jedno w wyjściowym składzie), zaś Meksykanie odpadli z rozgrywek w półfinale, ulegając późniejszym triumfatorom – Niemcom (1:4) i zajęli ostatecznie czwarte miejsce.